# Véra Flory
Wera Salkind dite Véra Flory, née à Iéna (Thuringe, Allemagne) le 18 août 1907, et morte le 29 novembre 2006 dans le 16e arrondissement de Paris, est une actrice de cinéma française.

## Biographie
Fille d'un père ingénieur allemand et d'une mère couturière française, Véra Flory apparaît sur les écrans parisiens dès l'âge de 17 ans. Elle épouse en juin 1930 le fils de Me André Lévy-Oulmann, avocat à la Cour d'Appel de Paris, conseil de la Chambre syndicale des spectacles de France et par ailleurs auteur dramatique, mais le mariage se terminera moins de trois ans plus tard par un divorce.
La carrière cinématographique de Véra Flory s'interrompt à la veille de la Seconde Guerre mondiale. Elle ne reprendra pas après la Libération.

## Filmographie
- 1924 : On ne badine pas avec l'amour, de Tony Lekain et Gaston Ravel d'après la pièce d'Alfred de Musset : Bridaine
- 1928 : La Cousine Bette, de Max de Rieux d'après le roman d'Honoré de Balzac
- 1928 : Les Deux Timides, de René Clair d'après la pièce d'Eugène Labiche : Cécile Thibaudier[8]
- 1929 : Trois Roses Rouges / The Feather[9] (La Plume[10]), de Leslie S. Hiscott : Mavis Cotterel[11]
- 1929 : Le Danseur inconnu, de René Barberis d'après la pièce de Tristan Bernard : Louise
- 1930 : Le Ruisseau, de René Hervil d'après la pièce de Pierre Wolff
- 1931 : Marions-nous / La Nuit de noces, de Louis Mercanton : Maroussia
- 1931 : L'Amour à l'américaine, de Claude Heymann et Paul Féjos : la femme de chambre
- 1933 : L'Indésirable, d'Émile De Ruelle[12]
- 1934 : Une fois dans la vie, de Max de Vaucorbeil : Mélanie
- 1934 : Les Chaînes / La Révolte d'un homme, de Jury Ronny[13]
- 1935 : Maternité, de Jean Choux
- 1936 : Le Coup de trois, de Jean de Limur : Eva[14]
- 1937 : L'Alibi, de Pierre Chenal : une entraîneuse
- 1938 :  La Plus Belle Fille du monde, de Dimitri Kirsanoff : Geneviève / Mary
- 1939 : Quand le cœur chante, de Bernard Roland : Christiane[15]